# Pressurized Mating Adapter

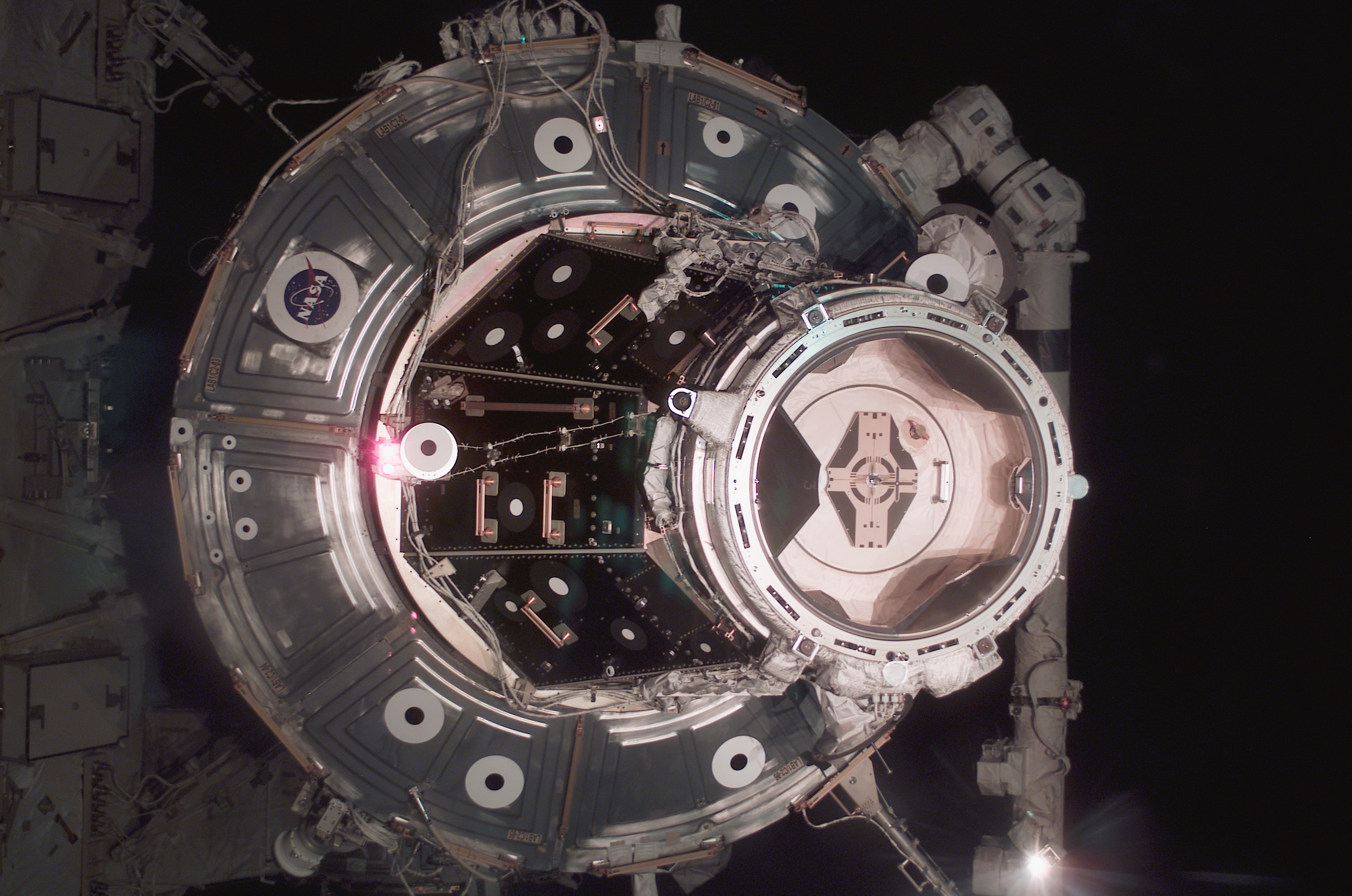
Pressurized Module Adapter 2 agganciato al portello anteriore del modulo Harmony della Stazione spaziale internazionale (ISS) fotografato da uno dei membri dell'equipaggio dell'STS-111 appena prima dell'attracco.

Il Pressurized Mating Adapter (PMA, in italiano adattatore di accoppiamento pressurizzato) è una classe di adattatori per veicoli spaziali che convertono il Common Berthing Mechanism (CBM, in italiano meccanismo di ormeggio comune) utilizzato sui segmenti orbitali Statunitensi della Stazione spaziale internazionale, a una porta di attracco APAS-95 di un altro modulo o a un veicolo spaziale in visita.
I primi due PMA vennero portati in orbita assieme al modulo Unity nel 1998, a bordo della missione Shuttle STS-88, mentre il terzo venne lanciato nel 2000 a bordo della missione STS-92. I Pressurized Mating Adapter sono costruiti dalla Boeing. L'azienda costruì anche un adattatore simile che permise allo Space Shuttle di attraccare sulla stazione spaziale Mir.

## Utilizzo
Sulla ISS sono presenti tre PMA e vengono utilizzati in modo leggermente differente fra loro, ma di base effettuano le stesse funzioni di base, ovvero quella di collegare una porta CBM di un modulo ISS a una porta di attracco APAS-95  di un altro modulo o a un veicolo spaziale in visita. A tal fine dispongono di una porta CBM e di una porta APAS-95 entrambe passive. I PMA sono pressurizzate e riscaldate dall'interno e attraverso gli anelli di attracco e delle connessioni esterne è possibile il trasferimento di potenza e dati.

### PMA-1
Il primo Pressurized Mating Adapter (PMA-1) è stato uno dei primi componenti della Stazione spaziale internazionale.
Il PMA-1 unisce il lato russo della stazione con il lato statunitense. Durante la missione STS-88, l'equipaggio dell'Endeavour utilizzò il braccio robotico per connettere il modulo Zarja al PMA-1, il quale era già connesso al punto di aggancio di prua del modulo Unity. Il PMA-1 connette permanentemente questi due componenti della ISS

### PMA-2

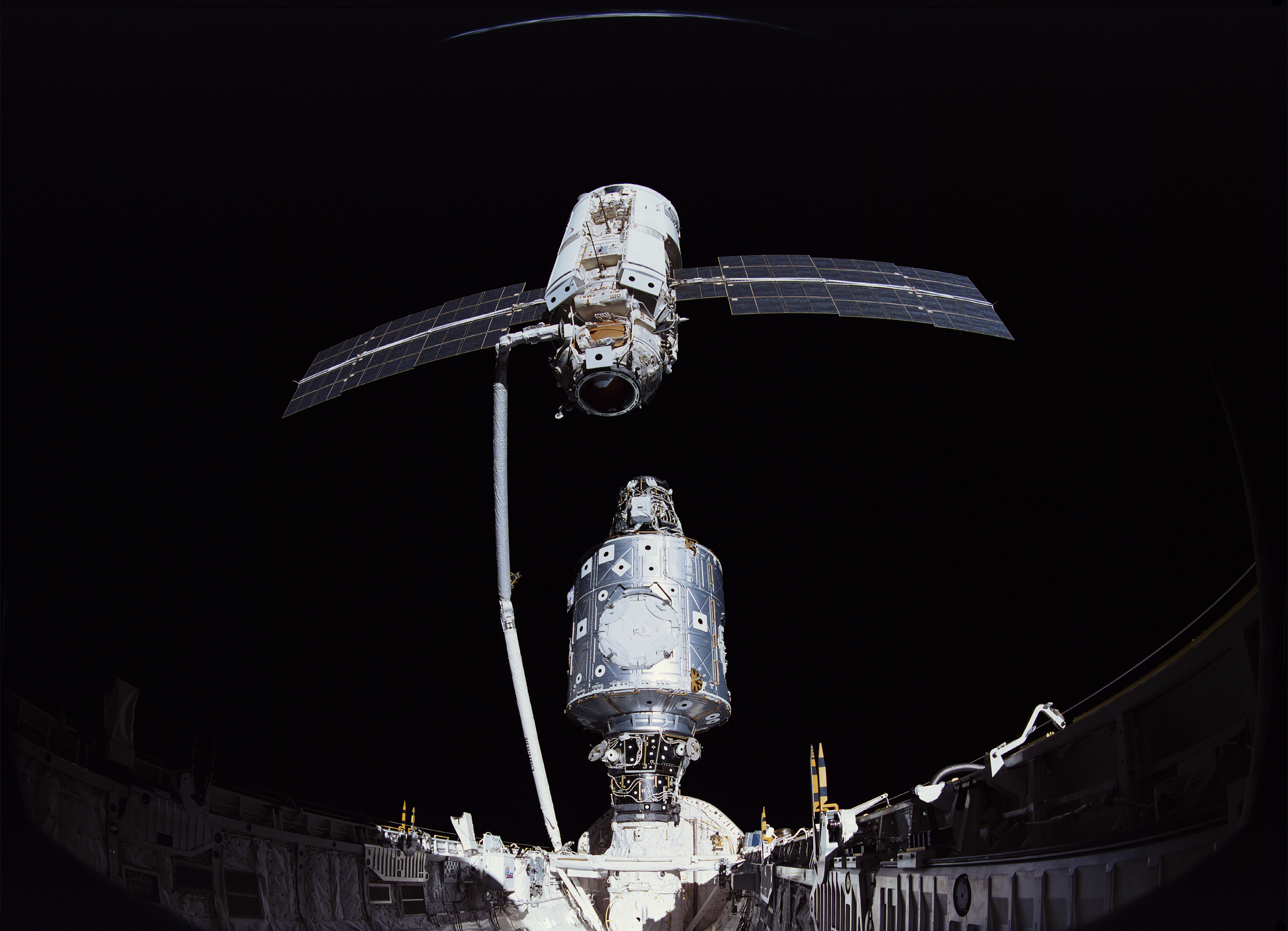
Il modulo Unity, già agganciato allo Space Shuttle Endeavour tramite il PMA-2, è agganciato al modulo Zarja tramite il PMA-1

Il secondo Pressurized Mating Adapter (PMA-2) è attualmente montato sul modulo Harmony ed è stato utilizzato quando gli orbitali dello Space Shuttle attraccavano alla ISS. Era dotato di hardware SSPTS (Station-to-Shuttle Power Transfer System) un componente che permette il trasferimento di energia dalla Stazione Spaziale allo Space Shuttle, permettendo a quest'ultimo di restare agganciato ad essa più a lungo.
A causa della sequenza di assemblaggio della Stazione Spaziale Internazionale, il PMA-2 è stato spostato diverse volte. Originalmente era connesso al portello anteriore del modulo Unity, ma quando la missione STS-98 trasportò il laboratorio Destiny nel febbraio 2001, il PMA-2  venne spostato al portello anteriore del segmento Z1 e al suo posto venne connesso Destiny. Infine il PMA-2 venne spostato nel portello anteriore di Destiny. L'operazione di rimozione del PMA-2 dal modulo Unity fu la prima ad utilizzare il CBM per disconnettere due componenti della ISS.
Dopo l'installazione del modulo Harmony nell'ottobre 2007, durante la missione STS-120, il braccio robotico della stazione riposizionò il PMA-2 nella sua posizione definitiva sul portello anteriore di Harmony il 12 novembre 2007. Due anni dopo, Harmony e il PMA-2 vennero spostati sul portello anteriore del modulo Destiny.
Quando uno Space Shuttle attraccava alla ISS, la sua velocità relativa era di 0,03 m/s. Quando veniva effettuato il contatto con il PMA-2, esso agganciava automaticamente i due oggetti assieme. Quando il movimento relativo tra essi terminava, un astronauta dello Shuttle ritraeva l'anello di aggancio, chiudendo l'aggancio e assicurando lo Shuttle alla stazione.
Il 18 luglio 2016 con la missione SpaceX CRS-9 alla ISS fu consegnato l'International Docking Adapter (IDA-2), il quale il giorno successivo durante una EVA venne agganciato permanentemente al PMA-2, per permettere l'aggancio di altri veicoli spaziali diversi dallo Space Shuttle, ormai non più in esercizio. L'IDA-2 fu utilizzato per la prima volta il 3 marzo 2019 quando la navicella Crew Dragon della SpaceX durante la sua missione di prova Demo 1 attraccò in modo automatico.

### PMA-3
Nell'ottobre 2000, durante la missione STS-92 venne installato il terzo Pressurized Mating Adapter (PMA-3).
Inizialmente venne agganciato al portello inferiore del modulo Unity. Un mese e mezzo dopo, quando la missione STS-97 trasportò sulla stazione i pannelli solari del segmento P6, l'Endeavour si agganciò al PMA-3.
Anche l'Atlantis, durante la missione successiva (STS-98), si agganciò al PMA-3. L'equipaggio della missione STS-102 nel marzo 2001 spostò il PMA-3 dal portello del modulo Unity per creare lo spazio necessario per l'aggancio di un Multi-Purpose Logistics Module (MPLM).

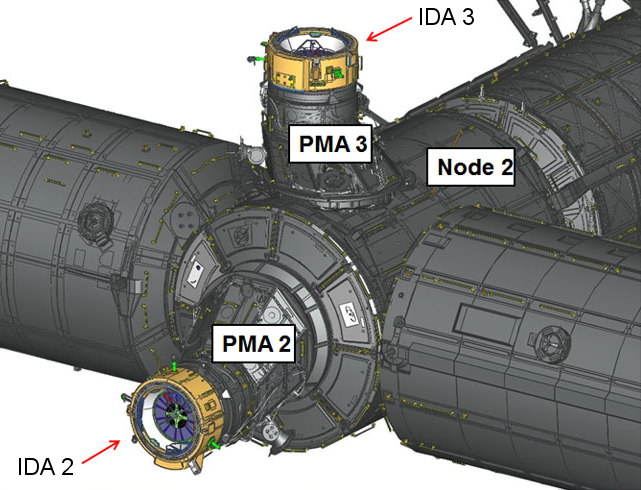
Posizione Attuale PMA-2/IDA-2 e PMA-3/IDA-3

Il 30 agosto 2007 il PMA-3 venne nuovamente spostato sul portello inferiore del modulo Unity per potervi agganciare temporaneamente al suo posto il modulo Harmony (Nodo 2), trasportato sulla stazione durante la missione STS-120 nell'ottobre 2007. Harmony è stato trasferito al portello di prua del modulo Destiny mentre il PMA-3 fu riportato al CBM di Unity il 7 agosto 2009 per consentire la riconfigurazione della paratia del modulo Unity da parte dei membri dell'equipaggio in un ambiente pressurizzato. Il 25 gennaio 2010, il PMA-3 è stato spostato dal CBM di Unity al portello Zenit di Harmony per fare spazio al nuovo modulo Tranquility (Nodo 3), il quale è stato aggiunto alla stazione durante STS-130. Dopo l'attivazione di Tranquility, il 16 febbraio 2010 PMA-3 è stato nuovamente spostato al portello di Tranquility dove era stato attraccato per il lancio del modulo Cupola. Il 26 marzo 2017 Il PMA-3 è stato rimosso dal bracci robotico da Tranquility e collegato ad Harmony dopo essere stato preparato durante una passeggiata spaziale di successo il 24 marzo 2017. Una seconda passeggiata nello spazio è stata condotta il 30 marzo 2017, per finalizzare i collegamenti del cavo PMA-3 su Harmony.
Il 25 luglio 2019 con la missione SpaceX CRS-18 alla ISS fu consegnato l'International Docking Adapter (IDA-3), il quale il giorno successivo durante una EVA venne agganciato permanentemente al PMA-3, per permettere l'aggancio di altri veicoli spaziali. L'IDA-3 fu utilizzato per la prima vola il 7 dicembre 2020 quando la navicella Cargo Dragon della SpaceX durante la missione SpaceX CRS-21 attraccò in modo automatico.

## Galleria d'Immagini

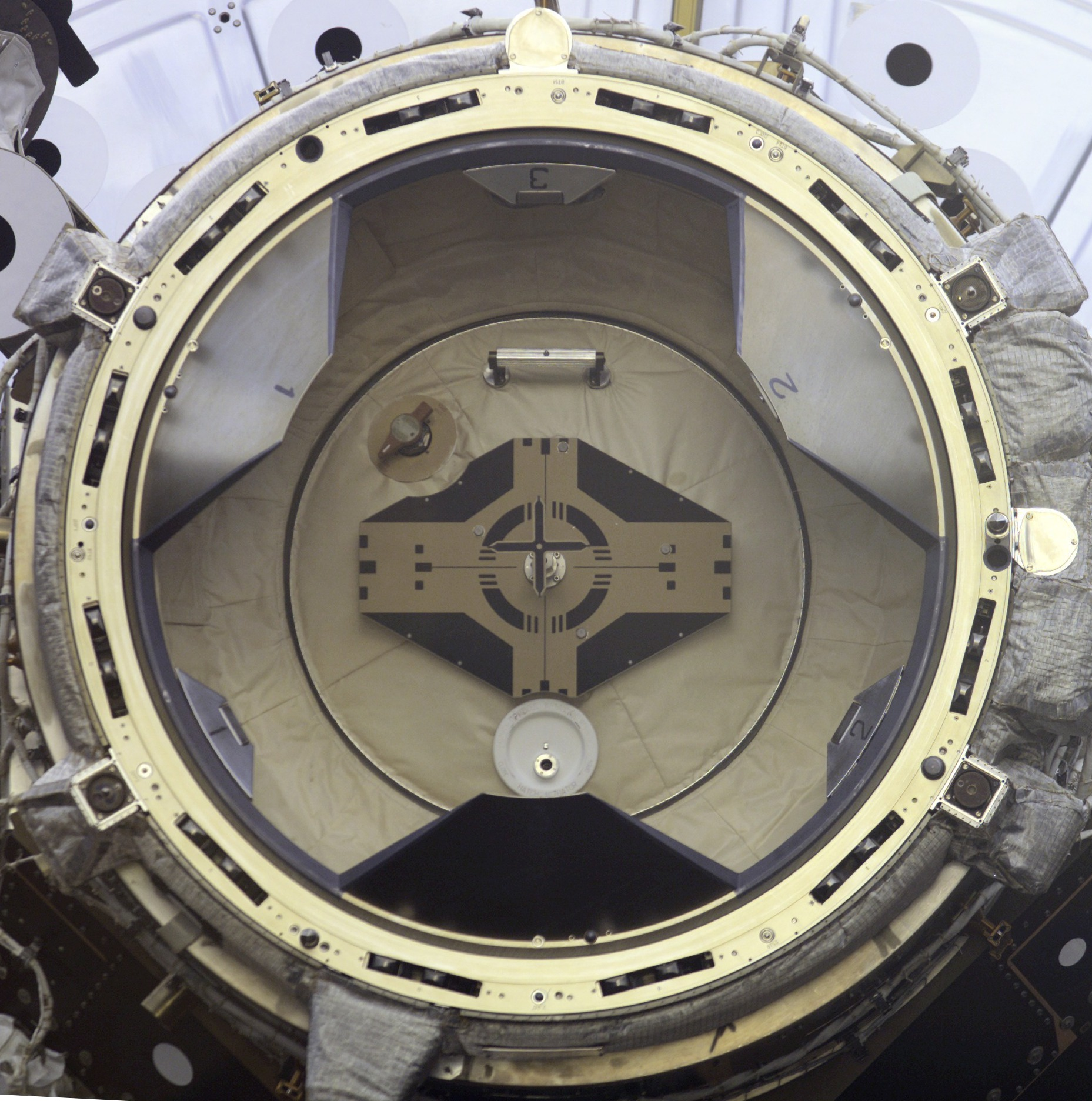
Foto del Meccanismo di Attracco APAS-95 del PMA-2 prima dell'attracco dello Space Shuttle Endeavour alla ISS, durante la missione STS-108
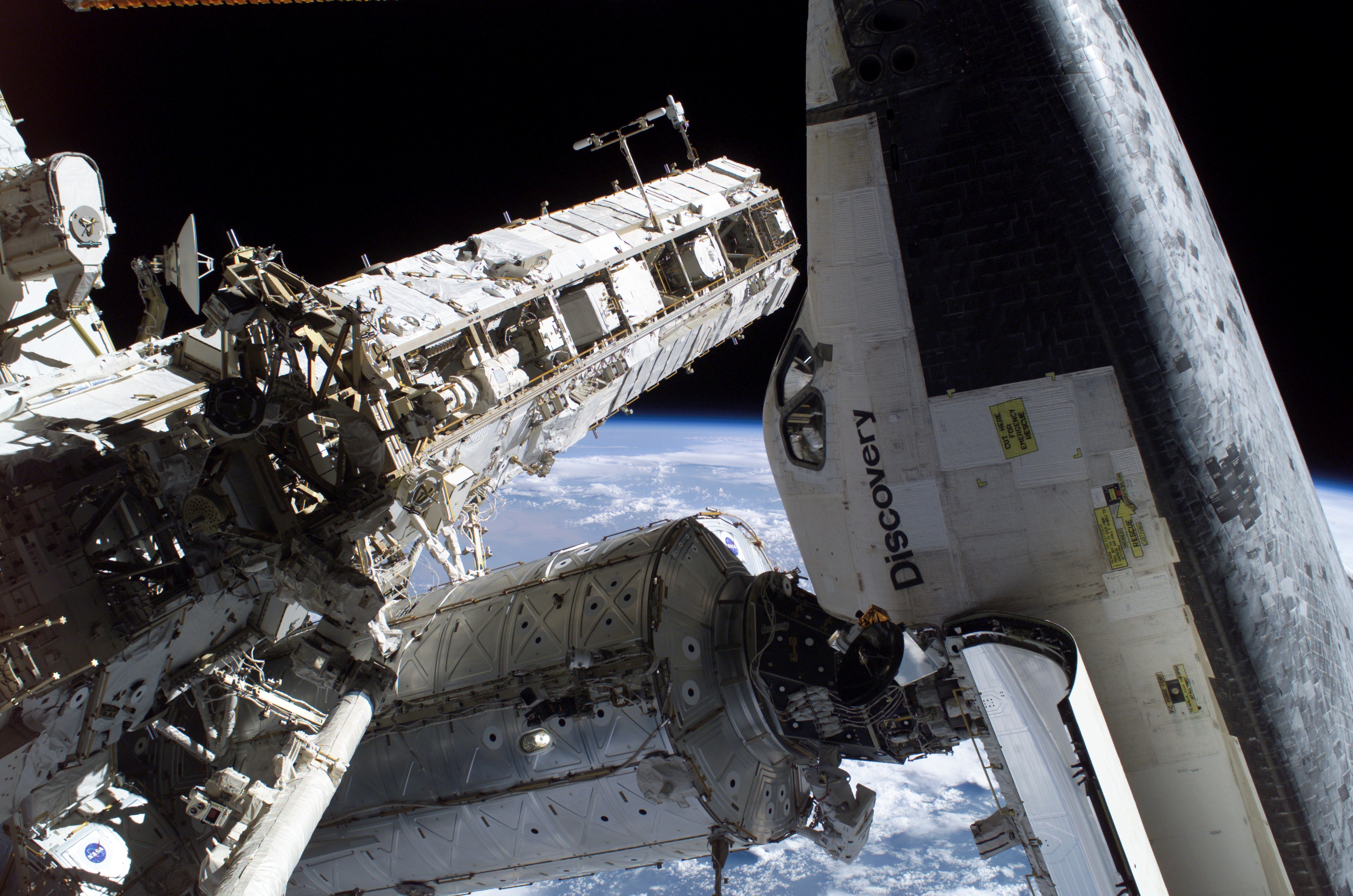
Space Shuttle Discovery attraccato al PMA-2 posto sul laboratorio Destiny della ISS, durante la missione STS-114
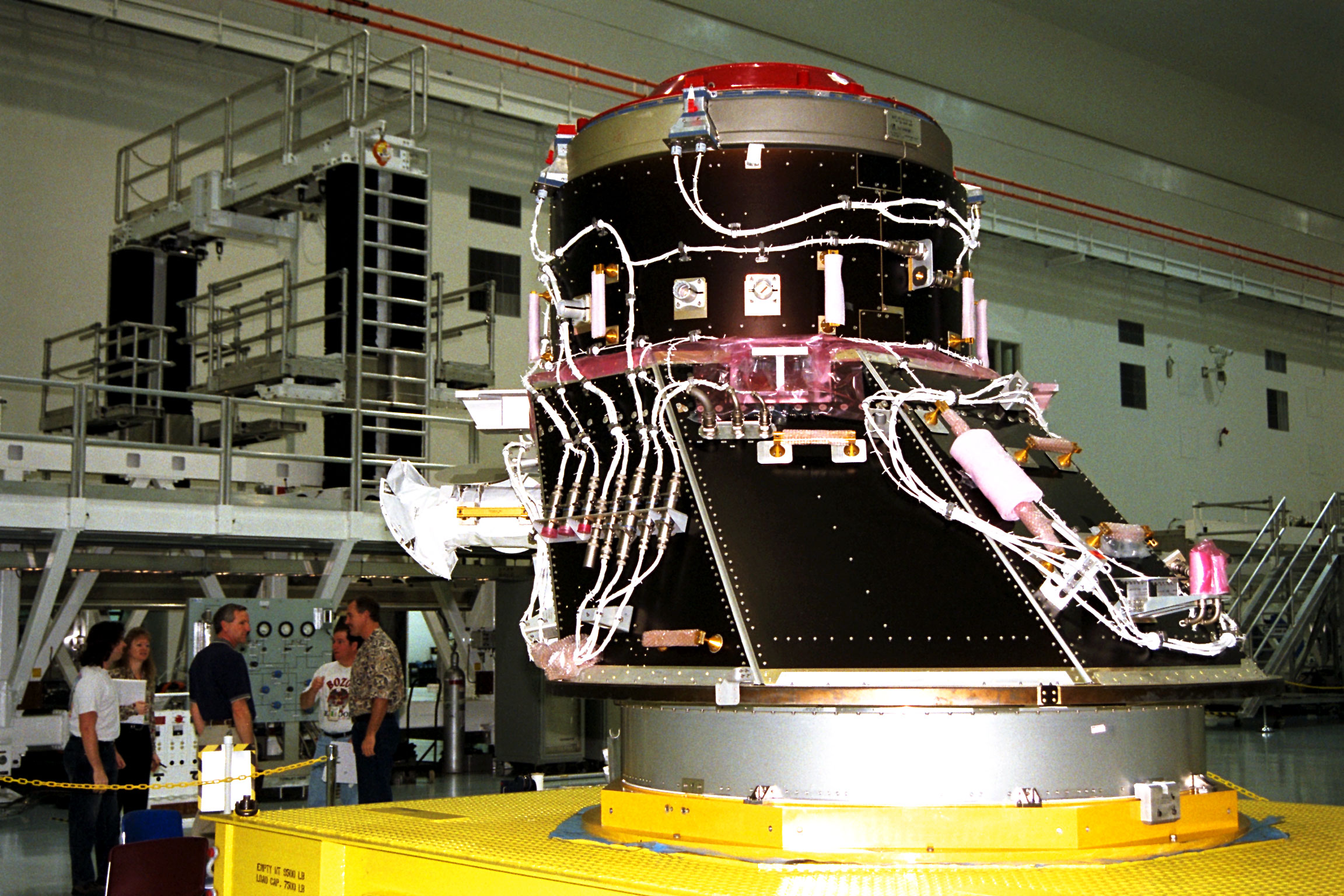
Pressurized Mating Adapter-3 (PMA-3) presso il Space Station Processing Facility (SSPF) Kennedy Space Center
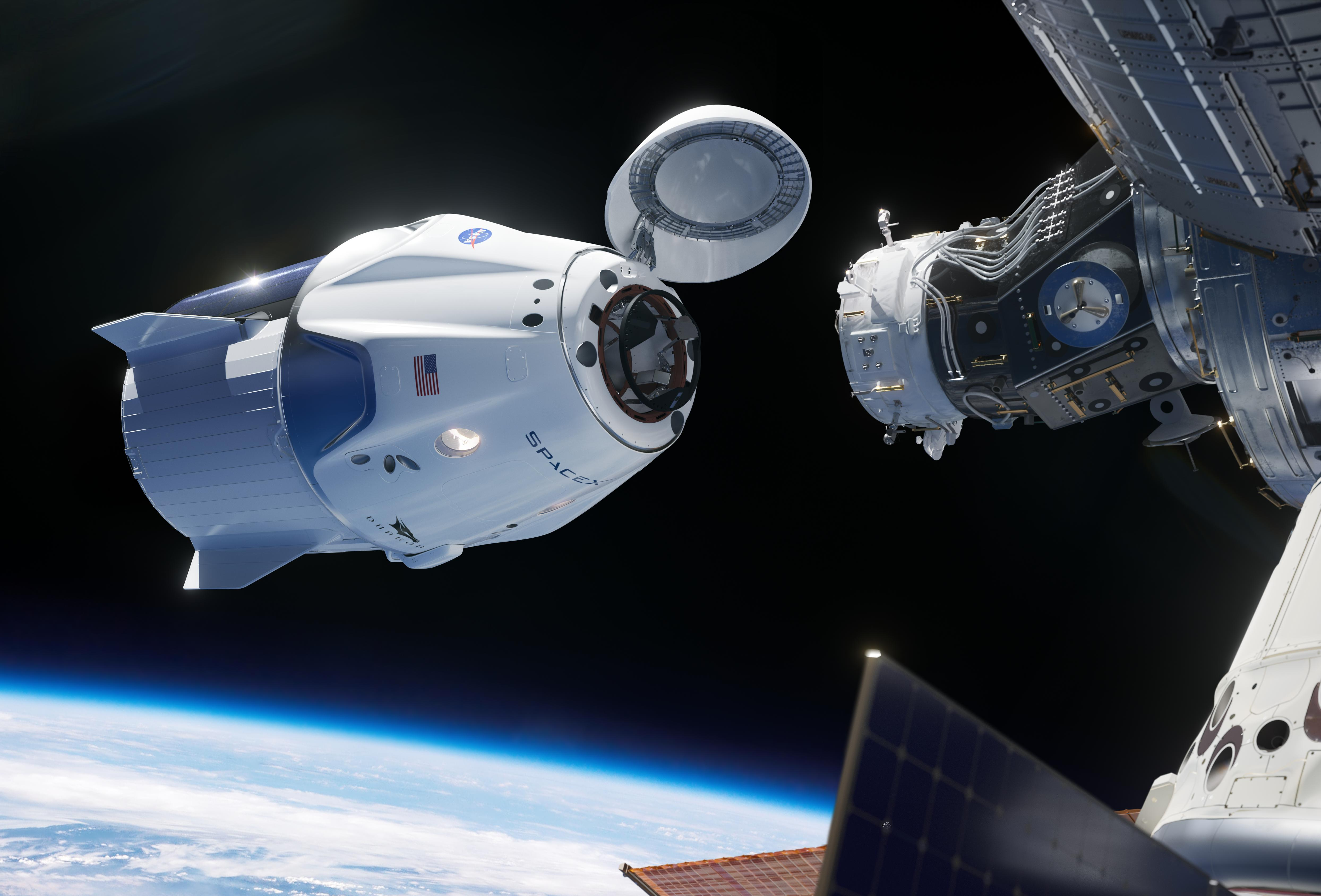
La navetta Crew Dragon della SpaceX in fase di attracco al PMA-2/IDA-2 durante la missione Demo 1
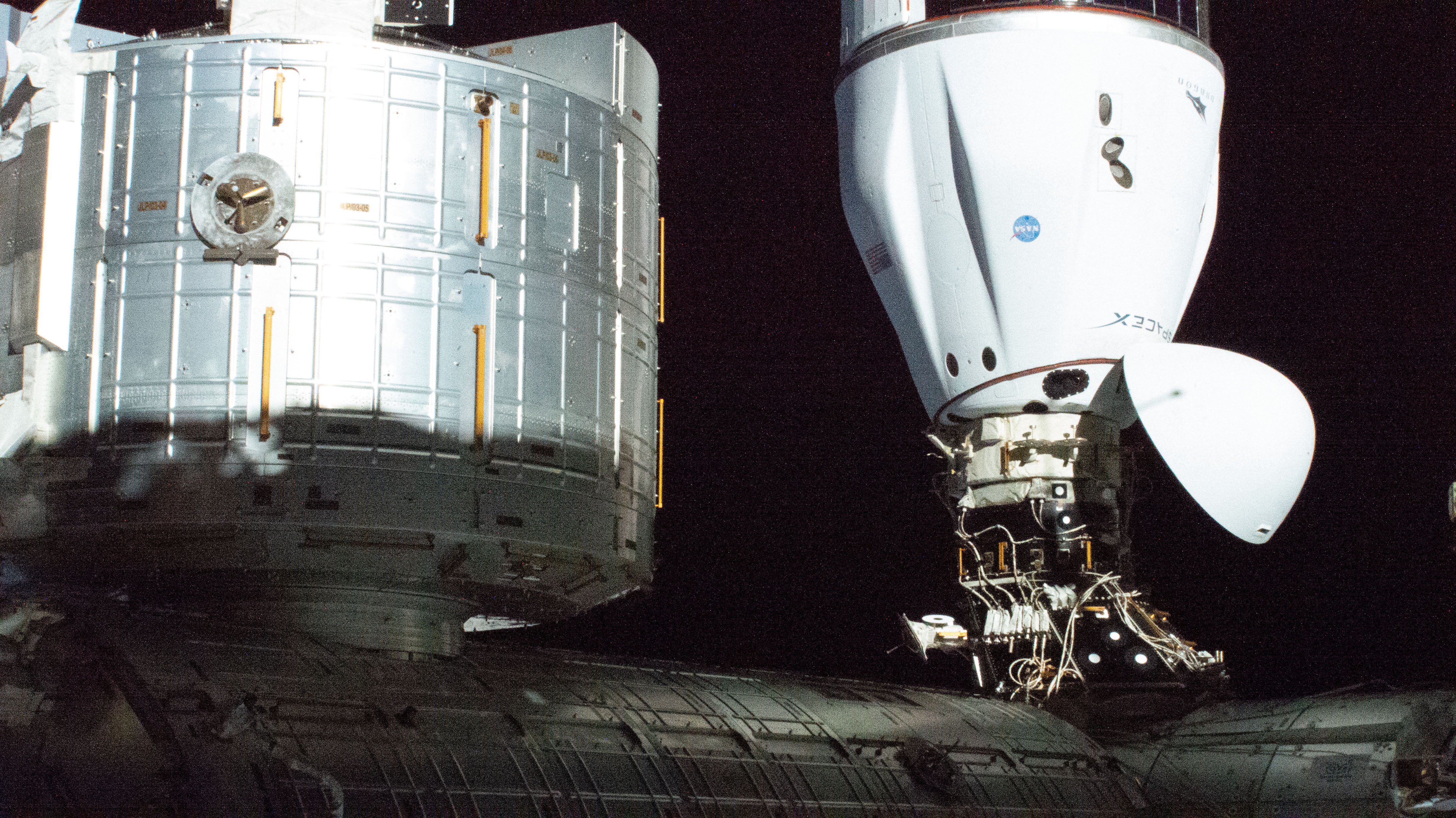
La navetta Cargo Dragon della SpaceX attraccata all' IDA-3/PMA-3 durante la missione CRS-21